# Луговський Олексій Іванович
Олексій Іванович Луговський (15 квітня 1932, село Ольговка, тепер Коренєвського району Курської області, Російська Федерація — 13 січня 2005, місто Алчевськ Луганської області) — український радянський діяч, майстер-сталевар Алчевського металургійного заводу Луганської області. Герой Соціалістичної Праці (22.03.1966). Депутат Верховної Ради УРСР 6—10-го скликань. Член Президії Верховної Ради УРСР 8-го скликання.

## Біографія
Народився в селянській родині. Трудову діяльність розпочав у 1948 році колгоспником колгоспу «Победа» села Ольговки Коренєвського району Курської області.
У 1951 році закінчив ремісниче училище в Москві.
У 1951—1952 роках — підручний сталевара Московського металургійного заводу «Серп і молот».
У 1952—1955 роках — підручний сталевара, сталевар мартенівського цеху Ворошиловського (Алчевського) металургійного заводу імені Ворошилова Ворошиловградської області.
У 1955—1957 роках — служба в Радянській армії.
З 1957 року — сталевар мартенівського цеху, майстер печей, старший майстер газопічного господарства Комунарського (Алчевського) металургійного заводу Ворошиловградської (Луганської) області. Наставник молоді.
Член КПРС з 1959 року.
Без відриву від виробництва у 1969 році закінчив Комунарський гірничо-металургійний інститут Луганської області.
Потім — на пенсії в місті Алчевську Луганської області.

## Нагороди
- Герой Соціалістичної Праці (22.03.1966)
- орден Леніна (22.03.1966)
- орден Знак Пошани
- ордени
- медалі